# Wauja
Die Wauja, alternativ Waura, sind eine indigene Bevölkerungsgruppe, die in der zentralbrasilianischen Region des Oberlaufs des Alto Xingu im brasilianischen Teil des Amazonasbeckens lebt, im Parque Indigena do Xingu, im Mato Grosso. 
Die Sprache der Waura gehört zu den Arawak-Sprachen. Die Wiedergabe des Namens mit r oder j ist darin begründet, dass es sich um einen palatalen Halbvokal handelt. Die Schreibung Waura findet sich vorwiegend im älteren Schrifttum, Linguisten bevorzugen die Schreibung mit Betonungszeichen als Waujá oder Waurá, die Schreibung der Ethnie im Brasilianischen lautet auch Uaurás.